# Hermenegildo Leite
Hermenegildo Leite (17 de Maio de 2000), é um  competidor angolano de velocidade. Disputou as olimpíadas de 2016 no masculino 100 metros de corrida, no qual atingio o tempo máximo de 11.65 segundos na fase preliminar, chegando a não ser qualificado na primeira rodada.